# Neotephritis finalis
Neotephritis finalis är en tvåvingeart som först beskrevs av Friedrich Hermann Loew 1862.  Neotephritis finalis ingår i släktet Neotephritis och familjen borrflugor. Inga underarter finns listade i Catalogue of Life.

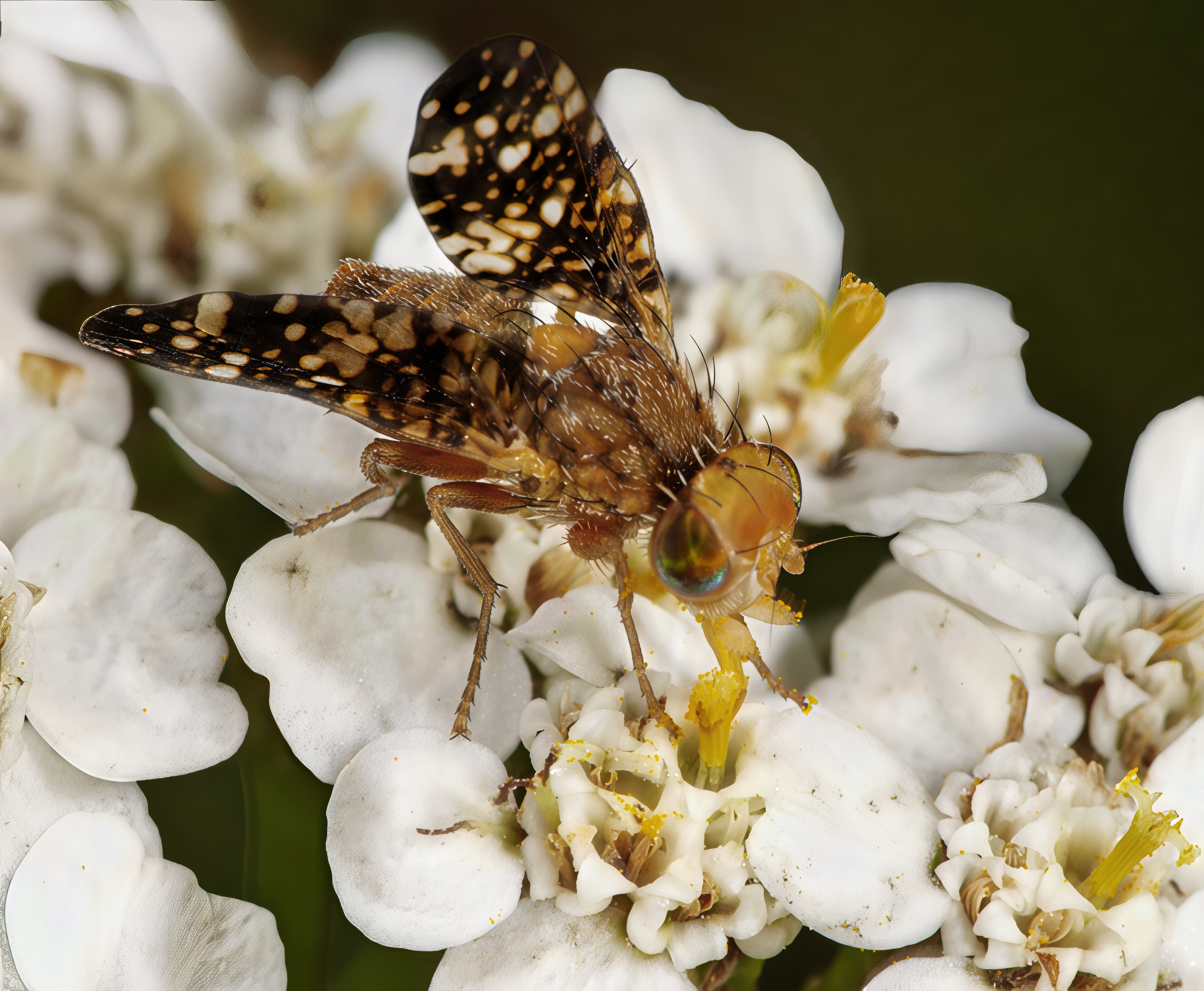
Neotephritis finalis - porträtt
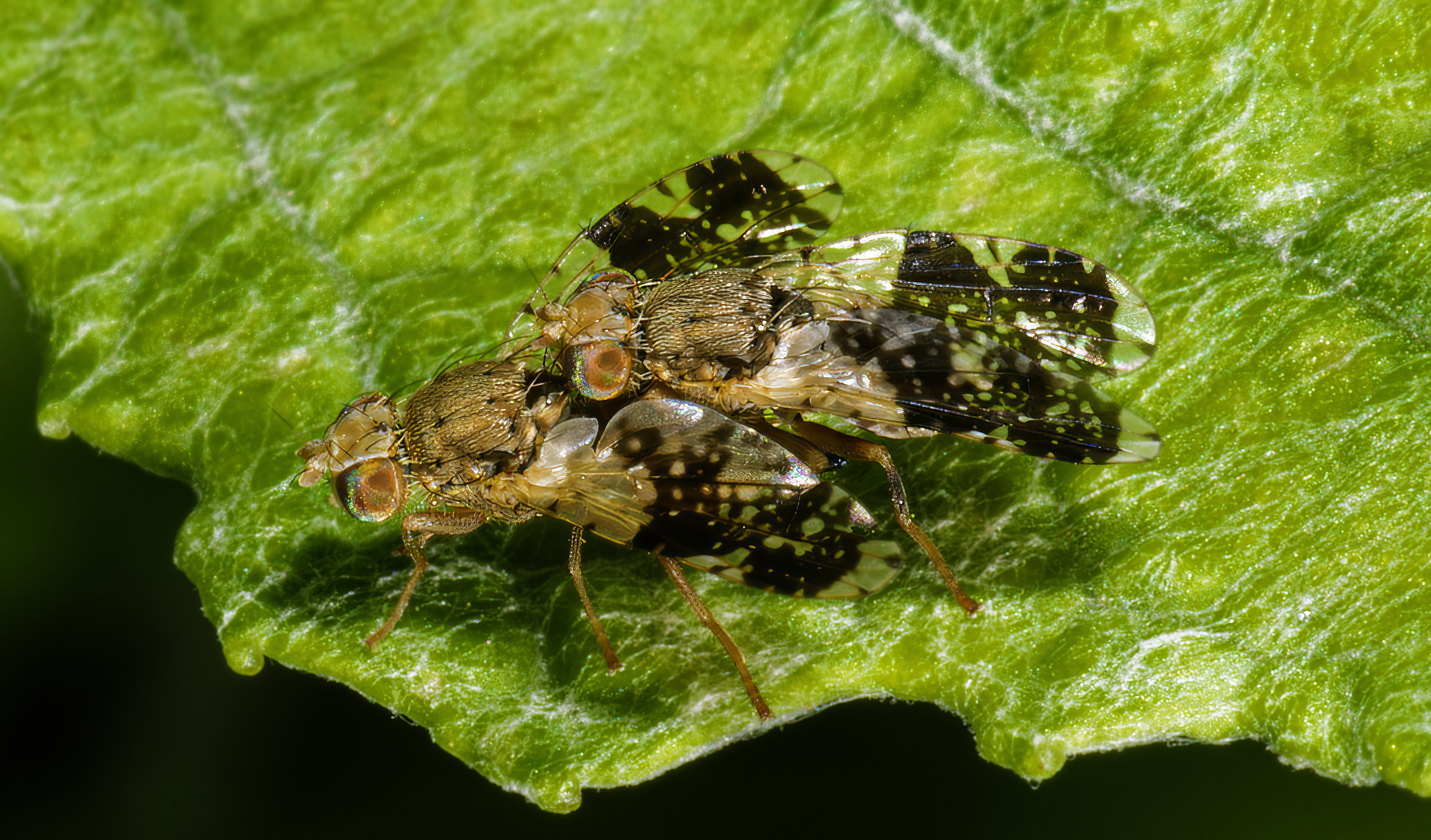
Neotephritis finalis - parning